# Ненависть, яку ви породжуєте
«Ненависть, яку ви породжуєте»  (англ. The Hate U Give) — роман для підлітків, написаний Енджі Томас, у 2017 році. Це дебютний роман Томас, розгорнутий на основі оповідання, яке вона написала ще в коледжі у відповідь на стрілянину з боку поліцейського в Оскара Гранта. Роман «Ненависть, яку ви породжуєте» був опублікований 28 лютого 2017 року HarperCollins та Balzer + Bray, що виграв війну за права на роман. Книга мала комерційний успіх, дебютувавши як номер один у списку бестселерів для молоді The New York Times, де вона залишалася протягом 50 тижнів. Книга отримала кілька нагород і похвалу критиків за своєчасну тему. Канал "NV" відносить цю книгу до списку десятки найкраще проданих за 2018 рік.   
У написанні роману Томас намагалася розширити розуміння читачами руху Black Lives Matter. Ця тема, а також вульгарна лексика викликала деякі суперечки та спричинила те, що книжка стала однією з найбільш оскаржуваних книжок 2017, 2018, 2020 та 2021 років за версією Американської бібліотечної асоціації. Книга була адаптована у фільм 20th Century Fox у жовтні 2018 року, який отримав позитивні відгуки. UASERIAL зараховує цей фільм в добірку найкращих кримінальних фільмів.  Роман також був адаптований до аудіокниги, яка отримала кілька нагород, оповідачем аудіокниги виступив Бахні Терпін.

## Сюжет
Старр Картер — 16-річна темношкіра дівчина, яка живе у вигаданому бідному районі Гарден-Хайтс. Проте героїня відвідує заможну приватну школу Вільямсон Преп, де проживають переважно білі. Після того, як на вечірці, до якої приєдналася Старр, відбулась стрілянина, її везе додому найкращий друг дитинства  – Халіл. Халілу подобається Старр, і він зізнається дівчині в почуттях. Їх зупиняє поліцейський «Один-п'ятнадцять». «Один-п'ятнадцять» наказує Халілу вийти з машини. Перебуваючи поза машиною, Халіл нахиляється до вікна, щоб перевірити, як почувається Старр. «Один-П'ятнадцять» починає думати, що Халіл хоче взяти пістолет, тому тричі стріляє в нього. Халіл помирає на руках у Старр.
Старр погоджується на інтерв’ю з поліцією щодо стрілянини після того, як дядько Карлос порадив їй боротися за правду. Він до того ж працює детективом. Карлос заміняв батька Старр, коли її рідний батько Маверік був три роки у в'язниці через залученість до місцевої банди хуліганів. Після звільнення Маверік залишив банду і став власником продуктового магазину в Гарден-Хайтс, де працюють Старр і її старший зведений брат Сім. Маверіку дозволили залишити свою банду Кінг Лордс лише тому, що він зізнався у злочині, щоб захистити ватажка банди Кінга. Кінг, якого в околицях дуже бояться, зараз живе з матір’ю Севена, зведеною сестрою Севена Кенією, яка дружить зі Старр, і молодшою сестрою Кенії Лірік.
Смерть Халіла стає національною новиною. ЗМІ зображують Халіла як розбійника банди та торговця наркотиками, в той час як поліцейського висвітлюють більш прихильно. Особистість Старр, як свідка, спочатку зберігається в таємниці від усіх, окрім сім'ї. Те, що Старр змушена зберігати таємницю від її хлопця Кріса та найкращих друзів Гейлі Грант і Майї Янг, обтяжує її. Боротьба Старр зі своєю особистістю ускладнюється після того, як її мати отримує більш високооплачувану роботу, а сім’я переїжджає з Гарден-Хайтс.
Після того, як велике журі не висуває звинувачення поліцейському, у Гарден-Хайтс спалахують як мирні протести, так і заворушення. Неспроможність системи кримінального правосуддя притягнути поліцейського до відповідальності спонукає Старр брати на себе все більш публічну роль. Дівчина спочатку дає телевізійне інтерв’ю, а потім висловлюється під час протестів. Старр все більше ототожнюється з жителями Гарден-Гайтс, це викликає напругу серед її друзів: Хейлі робить расистські коментарі на адресу Старр. Але наприкінці роману Стар і Майя почали протистояти коментарям Хейлі, тоді як Кріс пропонує Старр підтримку.
Кульмінація роману відбувається під час бунту після рішення великого журі. Старр, Кріс, Севен і ДеВанте – підліток, якому Маверік допоміг покинути Кінг-Лордів, – захищають магазин Маверіка від Кінга. Околиці протистоять Кінгу, і в результаті  Кінга заарештовують. Очікується ув’язнення найлютішого хулігана міста на тривалий термін. Старр обіцяє зберегти пам’ять про Халіла та продовжувати виступати проти несправедливості щодо темношкірих під час відновлення репутації Гарден-Хайтс, адже вона вірить, що після ув'язнення злочинців місто чекає на успіх.

## Історія публікації
Приголомшена поліцейським розстрілом Оскара Гранта у 2009 році, тодішня студентка коледжу Енджі Томас розпочала проєкт як новелу в програмі творчого письма Університету Белгавен. Під час написання оповідання проєкт швидко розширився, хоча Томас відкладала його на кілька років після закінчення навчання. Під час інтерв'ю з газетою свого рідного міста Томас сказала: «Я хотіла бути впевненою, що підійшла до цього не лише з гнівом, а й навіть із любов’ю». Смерть Трейвона Мартіна, Майкла Брауна, Таміра Райса та Сандри Бленд повернула Томас назад, щоб розширити проєкт до роману, який вона назвала за концепцією Тупака «THUG LIFE»: «Ненависть, яку ви даєте маленьким немовлятам, шкодить всім». Події навколо вбивств Алтона Стерлінга, Філандо Кастіла і Майкл Браун і масові  протести проти расизму та жорстокості поліції також вплинули на деякі моменти в книзі.
Будучи не впевненою, чи зацікавить видавців матеріал, натхненна Black Lives Matter Енджі Томас  зв’язалася з літературним агентом Бруксом Шерманом у Twitter у червні 2015 року, щоб попросити поради. У лютому 2016 року HarperCollins та Balzer + Bray купили права на роман на аукціоні, підписавши угоду з Енджі Томас на дві книги. Наступного місяця компанія 20th Century Fox отримала права на фільм.